# 塩川正蔵

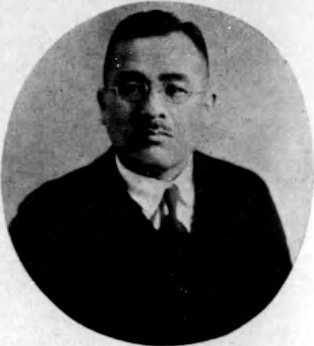
塩川正蔵

塩川 正蔵（正藏、しおかわ しょうぞう、1885年（明治18年）2月1日 - 1952年（昭和27年）12月1日）は、日本の衆議院議員（立憲政友会）、内務官僚。弁護士。

## 経歴
静岡県富士郡大宮町（現在の富士宮市）出身。1913年（大正2年）、東京帝国大学法科大学独法科を卒業。高等文官試験に合格し、静岡県警部、同保安課長、岡山県後月郡長、同吉備郡長、同小田郡長、同水産課長を歴任した。1921年（大正10年）、東京市主事となり、商工課長、土木局庶務課長などを務めた。さらに麻布区長、本郷区長、京橋区長を歴任し、1935年（昭和10年）に東京市理事に就任した。退職後は弁護士を開業した。
1937年（昭和12年）、第20回衆議院議員総選挙に静岡2区から立憲政友会で出馬し、当選を果たした。衆議院議員を1期務め、1942年（昭和17年）の第21回衆議院議員総選挙では非推薦で出馬し、落選した。